# ふたりのポプリ
『ふたりのポプリ』（ふたりのポプリ）は、わだかづよによる日本の漫画作品。

## 概要
『なかよし』（講談社）において、1987年に連載された。

## 書誌情報
わだかづよ 『ふたりのポプリ』 講談社〈講談社コミックスなかよし〉、全1巻
- 1巻、1987年5月6日発行、ISBN 4-06-178578-8